# Nandivaram-Guduvancheri
Nandivaram-Guduvancheri es una ciudad y nagar Panchayat situada en el distrito de Chengalpattu en el estado de Tamil Nadu (India). Su población es de 44098 habitantes (2011). Se encuentra a 40 km de Chennai y a 43 km de Kanchipuram.

## Demografía
Según el censo de 2011 la población de Nandivaram-Guduvancheri era de 44098 habitantes, de los cuales 22264 eran hombres y 21834 eran mujeres. Nandivaram-Guduvancheri tiene una tasa media de alfabetización del 91,13%, superior a la media estatal del 80,09%: la alfabetización masculina es del 94,85%, y la alfabetización femenina del 87,37%.